# Apicius
Apicius är en samling romerska matlagningsrecept som vanligtvis tros ha skapats under senare delen av 300-talet eller tidigare delen av 400-talet och som är skriven på ett språk som snarare liknar vulgärlatin än klassiskt latin.
Namnet hade länge associerats med en överdrivet renodlad kärlek för mat, från vanorna hos en som tidigt bar namnet, Marcus Gavius Apicius, en romersk gourmet och beundrare av förfinad lyx, som levde i början av det första århundradet under Tiberius styre. Han påstås felaktigt vara författare till den bok som är pseudepigrafiskt tillskriven honom.
Apicius är en text som används i köket. I de tidigast tryckta versionerna, ibland under namnet Ars magiricus, gavs den oftast den allmänna titeln De re coquinaria ("Om ämnet matlagning"), och tillskrevs en annars okänd "Caelius Apicius", ett påfund som baseras på att ett av de två manuskripten är rubricerat med "API CAE".

## Uppbyggnad
Texten är uppbyggd av tio böcker som verkar vara arrangerade på ett sätt som liknar en modern kokbok.
1. Epimeles — Kocken
2. Sarcoptes — Kött
3. Cepuros — Från trädgården
4. Pandecter — Olika rätter
5. Ospreos — Ärtor, böner, linser, kikärter och så vidare
6. Aeropetes — Höns
7. Polyteles — Gourmeträtter
8. Tetrapus — Fyrfotade djur
9. Thalassa — Skaldjur
10. Halieus — Fisk

Innehållet är i oordning, med några recept i kapitel som inte överensstämmer med kapitlets titel. Några recept finns det två av, några tros vara kapade, ibland verkar en rad fattas.

## Mat
Maten som beskrivs i boken är användbar för att rekonstruera de dietära vanor som fanns i den antika världen runt Medelhavet, då många av de maträtter som identifierats med regionen idag —tomater, pasta— inte fanns tillgängliga under antiken. Men recepten är anpassade för de mest välbeställda klasserna och en del innehåller vad som för tiden var exotiska ingredienser, såsom flamingo.